# I Don’t Like Shit, I Don’t Go Outside
I Don’t Like Shit, I Don’t Go Outside: An Album by Earl Sweatshirt (с англ. «Мне ни хрена не нравится, я не выхожу на улицу: Альбом Эрла Свэтшота») — второй студийный альбом американского рэпера и продюсера Эрла Свэтшота, выпущенный 23 марта 2015 года на его собственном лейбле Tan Cressida и Columbia Records. Альбом содержит гостевые участия от Dash, Na-Kel, Wiki и Винса Стейплса.
Альбом получил крайне высокие оценки как от критиков, так и от фанатов.

## История
В ноябре 2012 года, ещё до выхода дебютного студийного альбома «Doris», Эрл сообщил в твиттере, что его третий по счету проект (после микстейпа «Earl» и альбома «Doris») будет называться «Gnossos». Название происходило от имени персонажа Гноссоса Паппадопулиса, из романа «Been Down So Long It Looks Up To Me», который в то время читал Эрл. Однако, спустя примерно год после анонса, артист заявил, что вместо «Gnossos» у альбома будет другое название. В том же 2014 году, после выхода альбома «Doris», Эрл находился в состоянии глубокой депрессии и истощения, из-за чего был вынужден отменить все запланированные ранее выступления в рамках большого тура, прокомментировав это в твиттере тем, что он «физически и морально истощён» и страдает нехваткой веса. В тот же день, 8 ноября 2014 года он объявил, что сидит дома и поправляется, а также работает над новым альбомом.
Спустя полтора месяца, 23 декабря Эрл впервые исполнил «Faucet», песню с нового альбома в обсерватории Санта-Аны в Калифорнии, где он выступал вместе с Винсом Стейплсом. Это одна из немногих песен с альбома, название которой Эрл подтвердил непосредственно во время живого исполнения.
7 марта 2015 года без каких-либо анонсов на iTunes Store появилась страница альбома с возможностью предзаказа. Как оказалось позже, произошла ошибка со стороны лейбла, который преждевременно опубликовал информацию о предстоящем альбоме, чем сам музыкант был весьма недоволен. Позже он благодарил Sony Music Entertaiment за то, что выпуск альбома был испорчен.
В тот же день был выпущен первый и единственный сингл с альбома, клип на песню «Grief». Песня имела необычное звучание, её инструментал сопровождался нарочно созданным низкокачественным и «хрипящим» звуком, что по мнению обозревателей придавало ей мрачную и депрессивную атмосферу.
Альбом, состоявший из 10 песен стал доступен для прослушивания 23 марта на всех крупных стриминговых сервисах. 14 апреля вышло физическое издание альбома, имевшее альтернативную обложку. 7 августа того же года Эрл выпустил анимированный клип на песню «Off Top».

## Об альбоме
Альбом I Don’t Like Shit, I Don’t Go Outside, как может следовать из названия, задуман в крайней мере мрачным и нигилистическим произведением, основными темами которого являются депрессия, зависимость и тревожность. Большинство песен сопровождены нарочито грубыми, неровно сведёнными или едва слышимыми мелодиями, шумным лоу-фай стилем и относительно малой продолжительностью (на альбоме три песни длятся меньше двух минут). Некоторые обозреватели называют данный релиз самым пессимистичным и откровенным альбомом в дискографии Свэтшота. 9 из 10 треков спродюсировал сам Эрл под псевдонимом RandomBlackDude, а инструментал к пятой по счёту песне, «Off Top», написал Left Brain.
Накель Смит, который зачитывает свой куплет в треке «DNA», говорил про процесс создания его куплета так:

Мы зашли в студию, у Эрла был новый бит и мы пытались придумать что с ним делать.
Один из моих друзей, Амос, дал мне кислоты, и спустя 10 минут я уже был под кайфом.
И в этот же момент я получаю СМС от одного очень старого друга, который говорит, что мой
лучший друг скончался только что. Это были настоящие эмоциональные качели.
Я был в шоке и не знал что делать, все время говорил Тэбе, что даже не знаю что чувствовать.
На что он мне сказал начать писать об этом. Я довольно быстро написал текст и записался со второй попытки.Оригинальный текст (англ.)We went to the studio because Earl had a beat and it was kind of up tempo. So we went to the studio. We’re chilling, you know, trying to figure out what we’re gonna do with the song. And one of my friends, his name is Amos. He’s like, “Na what’s up, I just got some acid, ike what are you doing?” I’m like, “Forreal nigga what? Pull up, pull up.” So he comes and we’re chilling and trying to figure out the song. And so I eat the acid and I’m sitting there and I started tripping like 10 minutes after I ate it. Soon as I started feeling it, I get a text message from one of my very, very early friends. And one of my other friends had passed away. So I was tripping and my brain was on some whole other shit. It was a real life emotional rollercoaster.
And I just kept telling Thebe like, “Bro, I don’t even know how to feel right now. I don’t know. I don’t know.” He told me to just write about it. So then I was writing shit and I wrote everything pretty quick. And then I went into the studio and recorded it on the second try..

## Критика и отзывы
Тшепо Мокоена из The Guardian говорила: «Альбом быстро набирает обороты, из-за чего легко пропустить резкую реплику здесь или хитроумный двойной смысл там. В этом отношении он хорошо подходит для многократного прослушивания».
Эрик Дип из HipHopDX отзывался об альбоме так: «Его самовыражение поддерживается альбомом, в основном спродюсированным им, где вся продукция минимальна, мрачна и содержит редкие интерлюдии. Это клей, который скрепляет все его признания и ретроспективные такты».
Джон Долан из Rolling Stone также заметил: «Удивительно, что музыка, вызывающая клаустрофобию, может быть такой захватывающей».
Луис Паттисон из NME сказал: «Этот маленький чувак — поэт. Тем не менее, при относительно скудных 30 минутах, трудно утверждать, что это тяжеловесный альбом».

## Продажи
Альбом дебютировал под номером 12 в американском Billboard 200, разошедшись тиражом в 30 000 копий в первую неделю. На этой же неделе стал седьмым по количеству продаж альбомов в Соединённых Штатах.

## Треклист
| №                   | Название                            | Автор | Длительность |
| ------------------- | ----------------------------------- | --- | ------------ |
| 1.                  | «Huey»                              | Thebe Kgositsile | 1:52         |
| 2.                  | «Mantra»                            | Thebe Kgositsile | 3:48         |
| 3.                  | «Faucet»                            | Thebe Kgositsile | 3:07         |
| 4.                  | «Grief»                             | Thebe Kgositsile, Christopher Wallace, Osten Harvey, Burt Bacharach, Erica Wright, Hal David, Garry Glenn, Karriem Riggins, Gary Wilson | 4:10         |
| 5.                  | «Off Top»                           | Thebe Kgositsile | 1:46         |
| 6.                  | «Grown Ups (при участии Dash)»      | Thebe Kgositsile, Darien Dash | 2:57         |
| 7.                  | «AM // Radio (при участии Wiki)»    | Thebe Kgositsile, Patrick Morales | 4:02         |
| 8.                  | «Inside»                            | Thebe Kgositsile | 1:49         |
| 9.                  | «DNA (при участии Na-Kel)»          | Thebe Kgositsile, Na-Kel Allah Smith | 3:52         |
| 10.                 | «Wool (при участии Винса Стейплса)» | Thebe Kgositsile, Vince Staples | 2:33         |
| Общая длительность: | Общая длительность:                 | Общая длительность: | 29:56        |

Примечания
- «Huey» содержит дополнительный вокал Паломы Элсессер[31], а также семпл, сделанный из звуковых эффектов Super Mario 64[32].
- «Grief» содержит семпл песни «Fall in Love (Your Funeral)» Эрики Баду, которая также семплирует написанной The Notorious B.I.G. песню «Warning». и «You Were Too Good to Be True», написанной и исполненной Гэри Уилсоном[33].
- Вокальный семпл «Oh man», используемый на протяжении трека «Off Top», взят из песни Энн Пебблз «Trouble, Heartaches & Sadness»[34].
- В «Inside» повторяется та же самая строчка, что была произнесена Эрлом в треке «Polo Jeans», записанной вместе с Маком Миллером[35].
- «Grown Ups» содержит семпл из видео в котором папарацци разговаривает с Chief Keef[36]
- Инструментальный проигрыш «DNA» состоит из семпла с песни Lil Herb «Knucklehead», также записанной вместе с Эрлом[37].